# 万书玲
万书玲，河北涿州人，中国播音员，播音名是万里。1949年3月毕业于中国大学中文系，后到中央人民广播电台任播音员。二十世紀五十年代成为和夏青、齐越齐名的中央人民广播电台著名女播音员。1957年反右运动后，和李兵（本名李道堪）一同被打成右派，已是三个孩子母亲的她被逼与丈夫离婚。1958年和广播局的右派分子一同下放到河北省沧县，秋后转而发配至黄骅的中捷友谊农场，在十四生产队劳动，一个月后调到十一生产队。1962年與趙立泰結婚。
1979年万书玲的冤案被改正，她申请重返原单位的希望被冷冻后，即从县政协主席的任上转至小城的师专开了一门口语课，专教学生说普通话，亲任系主任。同时为将口语教学列入各级师范学院的正式课程做出了努力。二十年的时间里也桃李漫天下，时下中央电视台第11频道戏曲节目的主持人白燕升就曾是她耳提面命的得意门生。1983年由副教授升為教授。1986年加入中國共產黨。1988年組建全國漢語口語研究會。2005年左右去世。

## 資料來源
1. ↑  邵燕祥. 教科书外看历史. <一个女播音员的命运>序. 2008. 广州: 花城出版社. 231.
2. ↑  为了心中的那口气